# Briefe eines Toten
Briefe eines Toten (OT: russisch Письма мёртвого человека, transkribiert Pisma mjortwowo tscheloweka) ist ein sowjetisches Filmdrama des Regisseurs Konstantin Lopuschanski aus dem Jahr 1986. In der Bundesrepublik Deutschland startete der Film am 23. April 1987, in der DDR lief er unter dem Titel Briefe eines toten Mannes am 30. Oktober 1987 an.

## Handlung
Nach einem Atomkrieg leben die Überlebenden einer sowjetischen Stadt in unterirdischen Schutzräumen und Bunkern. Es herrscht Kriegsrecht. In die verstrahlte Außenwelt treten sie nur geschützt mit Gasmasken und Schutzanzügen, und das auch nur, um sich mit Lebensmitteln, Medikamenten und Brennmaterial zu versorgen. Es gibt viele dieser Schutzräume. Aber nach und nach werden sie von der Regierung größtenteils stillgelegt. Die gesunden Überlebenden werden zu einem Zentralbunker gebracht.
Als Hauptfigur tritt ein älterer Professor auf (ein Name wird nicht genannt). Als Nobelpreisträger war er in einige wichtige Forschungsprojekte involviert, wodurch er eine Mitschuld an der Katastrophe empfindet. Er lebt mit einigen anderen Menschen im Schutzraum eines Museums. Für Strom muss ein Dynamo per Pedalbetrieb in Gang gebracht werden, für Wärme sorgt die sie umgebende Weltliteratur, indem sie verbrannt wird. Der Professor schreibt Briefe an seinen vermissten und wahrscheinlich toten Sohn Erik und stellt darin hypothetische Fragen, Fragen nach der Zukunft der Menschen und ob der Atomkrieg weltweit war oder nur begrenzt. Anna, die Ehefrau des Wissenschaftlers, leidet an Strahlenkrankheit und wird von ihm umsorgt.
In einem anderen Schutzraum in der Nähe des Museums leben ein Geistlicher, Schwester Theresa und mehrere Waisenkinder, die der Professor regelmäßig besucht. Zufällig ist gerade bei seinem Besuch dort ein Ärzteteam zur Kontrolle der Überlebenden anwesend. Die Kinder leiden vor Schock an Stupor, sind dadurch teilnahmslos sowie stumm und werden deshalb nicht in den Zentralbunker gebracht. Der Pater und die Schwester sind gesund und dürfen in den Regierungsbunker, sie protestieren, dass die Kinder zurückgelassen und dem sicheren Tod ausgesetzt werden und beschließen bei ihnen zu bleiben. Der Arzt gibt zu verstehen, dass ihm rechtlich die Hände gebunden sind und selbst im Falle einer Ausnahme, die Kinder auch mit einem Passierschein bei der Kontrollstelle in diesem Zustand und unbegleitet ohne Eltern nicht durchkämen. Man würde den Arzt für seine Eigenmächtigkeit standrechtlich erschießen lassen. Zudem sei dort selbst für die Gesunden nicht ausreichend Platz.
Von einem befreundeten Arzt, wo er sich während der Sperrstunde mit Konserven für den Schwarzmarkt eindeckt, um Medikamente für seine kranke Frau zu besorgen, erfährt er, dass eine sofortige Evakuierung in den Zentralbunker angeordnet wurde und dieser schätzungsweise 30 bis 50 Jahre oder sogar für immer versiegelt werden soll. Die Erde ist völlig unbewohnbar geworden, was der Professor nicht glauben mag. Als der Professor auf dem Schwarzmarkt ankommt, wird dieser von Soldaten bei einer Razzia gestürmt und kann gerade noch rechtzeitig entkommen. Seine Frau verstirbt darauf und wird im Schutzraum begraben. Zwei seiner Mitbewohner schreiben jeweils einen Nachruf der Geschehnisse und Anklage an die Menschheit an eine mögliche zukünftige Generation.
Am Grab seiner Frau erinnert sich der Professor, dass das nukleare Inferno von seiner Heimatstadt ausging, ausgelöst durch einen Computerfehler in der Kommandozentrale. Der diensthabende Offizier versuchte zwar, den Abschuss der Atomraketen zu widerrufen – er verschluckte sich jedoch am Kaffee, sodass der Befehl um sieben Sekunden zu spät erfolgte. 14 Minuten darauf erfolgte der atomare Gegenschlag. Der Offizier erhängte sich zuvor. In einer Rückblende sieht man, dass der Professor vom Schutzraum aus notgedrungen nur über den Leichentransport an die Oberfläche gelangen kann, um seine Frau und seinen Sohn zu retten. Er findet sie, jedoch nicht seinen Sohn. Als er darauf vergeblich im unterirdischen Lazarett seines befreundeten Arztes nach Erik sucht, erlebt er das Leid unzähliger Verbrennungs- und Strahlenopfer und bricht zusammen.
Einer seiner Mitbewohner aus dem Schutzraum verabschiedet sich von ihnen und begeht darauf Selbstmord, da ihm die Lage zu hoffnungslos erscheint. Dessen anwesender, eingeweihter Sohn trägt es zuerst mit Fassung, bricht dann aber zusammen. Als der Professor am nächsten Tag von seiner Suche nach wissenschaftlichen Fachbüchern und Tabellen für seine Hypothesen kommt, trifft er auf Schwester Theresa vom Waisenhaus und die Kinder. Sie versuchte nach dem Tod des Paters vergeblich die Kinder in den Zentralbunker zu bringen und erzählt ihm von den schrecklichen Zuständen an der Kontrollstelle. Da sie einen zeitlich begrenzten Passierschein hat, muss sie sofort zurück zum Bunker und lässt die Kinder einvernehmlich beim Professor zurück. Der Rest seiner Mitbewohner begibt sich ebenfalls zum Zentralbunker, während der Professor freiwillig bei den Kindern bleibt.
Er lehrt sie Humanität und Gemeinschaftssinn und begeht mit ihnen den Heiligen Abend. Die Kinder erholen sich dank seiner Zuwendung von ihrem Schock. Das älteste Kind, wie am Schluss zu erfahren ist, schreibt alles auf, was der Professor sie lehrt. In seinem letzten Brief an seinen Sohn schreibt er, dass er wieder eine Aufgabe im Leben gefunden hat und er ihn bitte nicht alleine auf der Welt lassen soll. In den letzten Szenen erzählt eines der Kinder, dass der Professor in der Nacht des Heiligen Abends gestorben sei. Kurz vor seinem Tod stellten ihm die Kinder die entscheidende Frage nach dem Ende der Welt. Der Professor sagte ihnen, dass dies noch nicht der Untergang der Welt sei, und gab ihnen auf, fortzugehen. „Denn solange der Mensch sich im Aufbruch befindet, gab es bisher immer eine Hoffnung.“ Die Kinder brechen inmitten eines Schneesturms zu einer Reise ins Ungewisse auf.
Im Abspann ist ein Auszug des Russell-Einstein-Manifests zu sehen:

„Vor uns könnte ein Weg kontinuierlichen Fortschritts und des friedlichen Zusammenlebens der Völker liegen. Wählen wir stattdessen nur deshalb die Vernichtung der Menschheit, weil wir unsere ideologischen Meinungsverschiedenheiten nicht bewältigen können?“

## Synchronisation
Der Film wurde zweimal synchronisiert. Die DDR-Fassung entstand im DEFA Studio für Synchronisation, nach einem Dialogbuch von Frank Sécrit und unter der Regie von Hasso Zorn.
| Rolle             | Darsteller        | Synchronsprecher (BRD)   | Synchronsprecher (DDR) |
| ----------------- | ----------------- | ------------------------ | ---------------------- |
| Professor         | Rolan Bykow       | Joachim Nottke           | Horst Lampe            |
| Humanist          | Jossif Ryklin     | Herbert Stass            | Fred Alexander         |
| Pessimist         | Wiktor Michailow  | Jürgen Heinrich          | Thomas Wolff           |
| Diktant           | Alexander Sabinin | Helmut Krauss            | Eberhard Mellies       |
| Sekretärin        | Nora Grjakalowa   | Uta Hallant              | N.N.                   |
| Pater             | Wazlaw Dworshezki | Friedrich W. Bauschulte  | Joachim Konrad         |
| Theresa           | Swetlana Smirnowa | Evelyn Maron             | N.N.                   |
| befreundeter Arzt | Wadim Lobanow     | Engelbert von Nordhausen | Eric S. Klein          |

## Fotografie
Der Film ist weder in Schwarzweiß noch in Farbe, sondern in drei verschiedenen, monochromen Duplex-Tönen gedreht worden, die zum Teil an Brom- (vgl. Stalker) oder Sepia-Fotografien erinnern: Alle Szenen, die in den behelfsmäßigen Bunkern mit kranken, kontaminierten (Ehefrau) oder behinderten (stumme Kinder) Menschen spielen, zeigen einen gelblich-braunen Ton. Szenen in den staatlich kontrollierten Bunkern und unterirdischen Spitalen sind in einem kalten Blauton gehalten. Außenaufnahmen der zerstörten Stadt zeigen einen Gelb-Braun-Ton mit deutlichem Rotstich.

## Kritiken
„Bewegende Anklage gegen Massenvernichtung […] mit Hilfe beklemmender, symbolisch aufgeladener Bilder von ungeheurer Kraft“, befand das Lexikon des internationalen Films. Der Film sei „ernst, klar und konsequent“ und werfe dabei „wichtige moralische Fragen unserer Zeit“ auf. Stefan Höltgen von F.LM – Texte zum Film bezeichnete den Film als „ein eindringliches Mahnbild für die Vernunft, sowohl im Protest gegen den irrationalen Atomkrieg, als auch in der resoluten Betonung der Humanität des Menschen, die nicht zuletzt einen finalen Anker der Hoffnung darstellt“.
In Deutschland wurde Briefe eines Toten im Juni 1987 „Film des Monats“ der Jury der Evangelischen Filmarbeit.

## Auszeichnungen
1986 wurde Konstantin Lopuschanski auf dem Internationalen Filmfestival Mannheim-Heidelberg mit dem „Großen Preis“ geehrt. Von der Filmbewertungsstelle Wiesbaden erhielt der Film das Prädikat „Besonders wertvoll“.